# Гуадалкасар
Гуадалкасар (на испански: Guadalcázar) е населено място и община в Испания. Намира се в провинция Кордоба, в състава на автономната област Андалусия. Общината влиза в състава на района (комарка) Вале Медио дел Гуадалкивир. Заема площ от 72 km². Населението му е 1593 души (по преброяване от 2010 г.). Разстоянието до административния център на провинцията е 28 km.

## Демография
| 1996 | 1998 | 1999 | 2000 | 2001 | 2002 | 2003 | 2004 | 2005 | 2006 |
| ---- | ---- | ---- | ---- | ---- | ---- | ---- | ---- | ---- | ---- |
| 1161 | 1167 | 1156 | 1168 | 1166 | 1193 | 1196 | 1215 | 1258 | 1261 |